# Iris giganticaerulea
Iris giganticaerulea är en irisväxtart som beskrevs av John Kunkel Small. Iris giganticaerulea ingår i släktet irisar, och familjen irisväxter. Inga underarter finns listade i Catalogue of Life.

## Bildgalleri

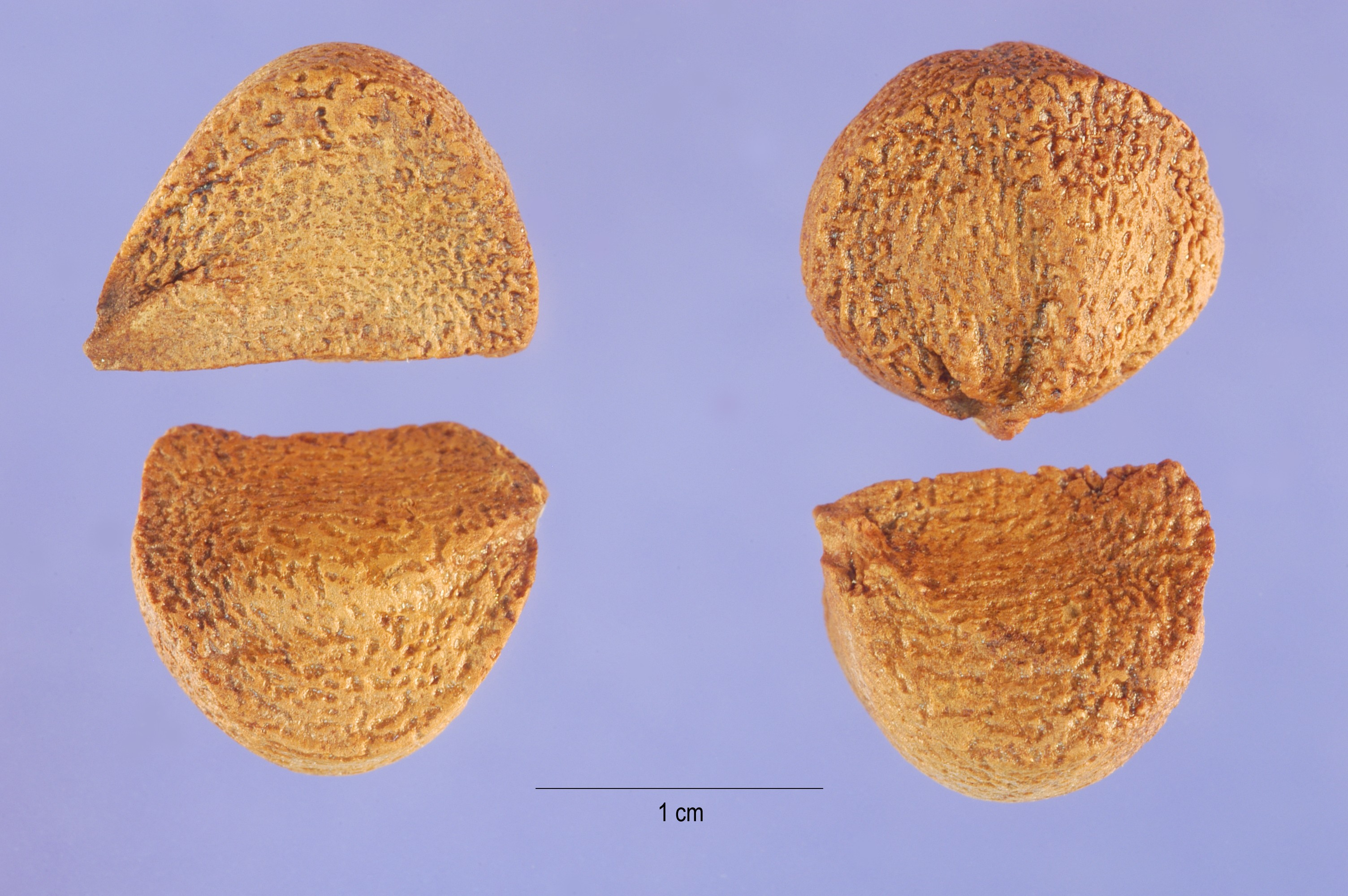